# 全国战斗英雄代表会议

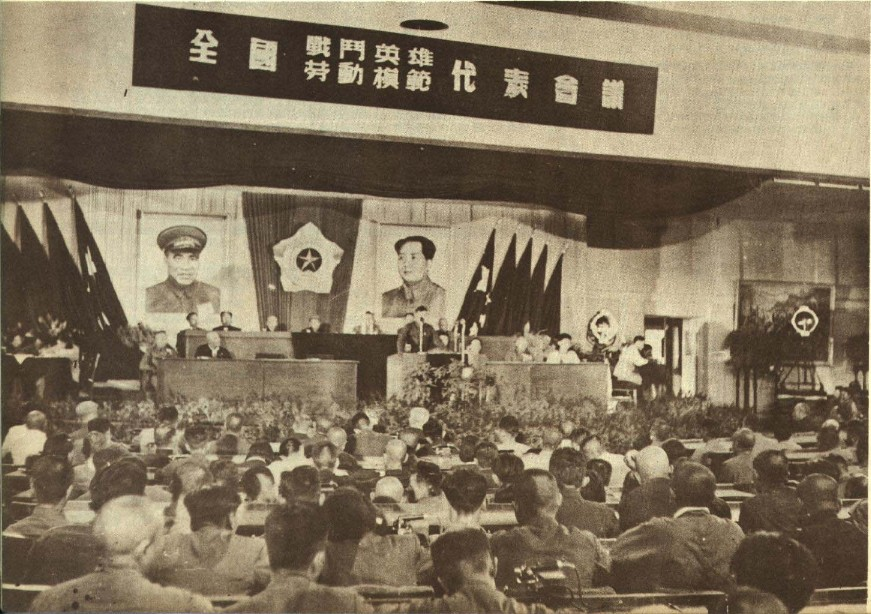
全国战斗英雄劳动模范代表大会

全国战斗英雄代表会议，是于1950年9月25日至30日，在北京召开的一次全国会议。

## 概述
为了表彰先进，鼓励中国人民解放军发扬革命英雄主义精神，这次会议是同全国劳动模范代表会议同时召开的。出席这次会议的有陆、海、空军和民兵战斗英雄及工作模范正式代表350名。其中战斗英雄258人，工作模范44人，模范单位代表5人，民兵代表43人，另有起义部队代表64人列席会议。
时任中央人民政府政务院副总理的陈云致开幕词。中国共产党中央委员会主席毛泽东代表中共中央向两会致祝词，并还专门为全国战斗英雄代表大会题词：“战斗英雄们，你们是人民解放军的模范人物，希望你们继续努力，更加进步，为建设强大的国防军而奋斗。”解放军总司令朱德还为大会题词：“发扬革命的英雄主义。”
中央人民政府副主席刘少奇、政务院总理周恩来、政务院副总理陈云、解放军代总参谋长聂荣臻也先后讲了话。英雄模范代表分别在大会或小会上介绍了自己的主要事迹，交流了经验。10月30日，总政治部副主任萧华作了题为《人民解放军的革命英雄主义运动》的总结报告，并代表总政治部给各位代表和模范单位颁发了纪念品和奖品。总政治部主任罗荣桓致闭幕词。这次会议总结了国共内战以来开展历次战斗战役的主要经验，表彰了33名突出的英雄模范人物，宣传了战斗英雄的模范事迹。

## 代表

### 西北军区暨第一野战军
西北军区暨第一野战军（正式代表54名）
- 甲、战斗英雄：
  - 刘四虎、王福、周黑子、朱庆涛、王曲喜、李珍、张福祥、那得若夫、胡青山、王耀群、魏书庆、陈全魁、宋双来、张学智、张喜顺、张舂槐、马宜生、张保英、丁兴发、田占德、杜立海、杨文赞、郭仰森、陈才德、李占明、吕顺保、李俊仁、马万新、许学顺、周世森、彭彦雪、宋忠福、黄树英、白炳武、刘吉尧、马全忠、李二小、边子正、阎三毛眼、范来保、苟福荣、张八
- 乙、模范工作者：
  - 杜根照、张鸿义、范绍通、黄德方、王鸿禧、于希贤
- 丙、民兵英雄：
  - 张志洪、聂世孝、陈雄、折多雄、李丕发、田发祥
- 代表未出席者一人：吴雄

### 西南军区暨第二野战军
西南军区暨第二野战军（正式代表59名）
- 甲、战斗英雄：
  - 刘子林、张英才、卫小堂、严大芳、李长林、藤道礼、齐培元、康清林、张德兴、李殿增、涂勋、时来亮、王海、张贵云、赵世平、朱兴振、侯延选、高文魁、张志成、王石富、刘尚武、杨清盛、桑金秋、未重元、刘克怀、王银虎、杨勇、傅文禄、王金元、丁永泰、车元路、陈友、王学智、刘风成、王汝汉、侯永福、黄世忠、高如意、王耀武、王洪智、柴学火、李宋龙
- 乙、模范工作者：
  - 袁克忠、毛乃文、冷明清、姜洁、蔡黎云、姜荣光、任志习、周福棋、霍清臣
- 丙、民兵英雄：
  - 樊能修、王美珍、武天才、林志清
- 丁、单位代表：
  - 模范连队“洛阳英雄连”代表：王引生
  - 模范连队“王克勤连”代表：梁俊海
  - 模范连队“红九连”代表：朱春华
  - 模范连队一五五团炮兵连代表：许浦
  - 模范连队130团三连代表：周福琪(兼)

### 华东军区暨第三野战军
华东军区暨第三野战军（正式代表78名）
- 甲、战斗英雄：
  - 杨根思、姜先仁、张修良、唐代忠、周连华、张君福、刘玉瑞、周文江、张春礼、于复祥、胡忠林、刘仁香、刘奎基、戴先运、陈宝富、王连生、施刚魁、张兴、王玉林、齐进虎、郑素春、毛杏表、张学安、张志礼、张学东、李光善、辛殿良、陈继中、魏尚友、张明、顾金坤、印永鑫、张希春、刁仁忠、李振华、殷和生、张胜标、李学先、蔡萼、刘坤、朱庆明、邢全礼、王工一、李文学、刘从信、王国田、张振邦、祖树山、王克祁、丁崇义、韩安才、王凤池、胡维志、黄相和、郭传才、王立和、傅永来、冷常春、魏来国、倪福、沈许、朱银福、黄忠民、王作思
- 乙、模范工作者：
  - 慕思荣、庄心一、祝榆生、陶仁义、李蓝丁、何永福、刘继桢
- 丙、民兵英雄：
  - 赵守福、左太传、孙玉敏、于化虎、高运成、顾国民、刘虎成

### 中南军区暨第四野战军
中南军区暨第四野战军（正式代表76名）
- 甲、战斗英雄及模范工作者：
  - 卢锡芹、丛贵、李秀灿、郭守德、崔永峰、杨印山、于德富、王风江、靳文清、赵兴元、乔恒志、徐佩林、张英旺、鲍仁川、程远茂、刘景尧、范垂礼、刘梅村、李树廷、蒲恩绍、刘希洪、钱安良、李广正、李玉琛、刘义、宋生、陈焕柱、刘瑞林、李庆春、田广文、宁振贵、毛国、纪士信、郝忠云、倪恩善、张国富、翟尚志、郅顺义、杨世南、郭俊卿、李万余、王家元、包文廷、白景世、王长贵、张国洪、孔祥明、常恩举、周天才、黄志庆、崔志山、古兴、陈理文、刘树才、尚德起、高品阳、胡大奎、郭天木、刘君、赵忠华、李玉亭、康起、邢文治、杨兆明、卫志泉、高继尧、霍蓝田、徐振峰、苏呈祥、曹根福、任振玉
- 乙、民兵英雄：
  - 曾石有、盘康、金安国、娄清新、杨明昆

### 华北军区
华北军区（正式代表40名）
- 甲、战斗英雄及模范工作者：
  - 吕俊生、卢根保、李发春、黄伯贵、樊宝库、柴二仁、邰喜德、好特老、刘建国、马双喜、孔祥元、赵鹏、黄树田、李国英、黄瑞英、薛成让、王有根、马如华、蒲庆棠、宋国川、赵国林、李启元、侯玉忠、董来扶、张子斌
- 乙、民兵英雄：
  - 边海禄、徐顺孩、张柏富、黄小旦、赵传运、孙双保、武敬亭、杨秀成、李殿冰、郝庆山、苑祥、康福山、王根生、刘九江、李明

### 东北军区
东北军区（正式代表16名）
- 甲、战斗英雄：杨海水、姜新良、赫贵顺、马春雨、李明忠
- 乙、模范工作者：王讦谟、敖中和、冯在野、刘化民、张林颖
- 丙、民兵英雄：孙义、王化成、赵成金、张忠魁、殷国良、姚树盛

### 军委直属单位
军委直属单位（正式代表27人）
- 海军：赵孝庵、李洪、隋树德、梁魁庭、王宪俊、陆相时、陶俊岐
- 空军：迟绍华、杨金荣、郭崇勇、李四海、刘恩禄、白治贵、李玉玺、张文喜、曲以祯、武保山、苗清伦、李显荣
- 公安纵队：贺福祥、梁荣保
- 纠察总队：王儒
- 军委直属单位各部：薛樵、鲁蕻、刘克宽、黎东汉、张清波
- 正式代表未出席者一人：李和